# 書くが、まま
書くが、ままは、2018年に公開された日本の映画である。

## あらすじ
の松木ひなの（中村守里）は、自分の想いを書くことでしか表現できない中学2年生。クラスでいじめに遭い、次第に保健室に逃げ込むようになった。そこで出会った保険医、進藤有紀（長谷川葉生）に、ひなのは少しずつ心を開いていくのだが…

## 出演
- 松本ひなの：中村守里
- 進藤有紀：長谷川葉生
- 城田芽生：渡邉空美
- 森下音羽：梅田凛乃
- 吉田ももこ：松原瑚春
- 鈴木将生：佐野代吉
- 山野浩一：大根田良樹
- 松本美帆：富岡英里子

その他：松本大輔、篠原哲雄